# Jason Allison
Pour les articles homonymes, voir Allison.
Jason Paul Allison (né le 29 mai 1975 à North York, dans la province de l'Ontario au Canada) est un joueur professionnel retraité de hockey sur glace ayant évolué à la position de centre.

## Carrière
Retenu en première ronde par les Capitals de Washington lors du repêchage de 1993 de la Ligue nationale de hockey alors qu'il évolue pour les Knights de London de la Ligue de hockey de l'Ontario. Jason Allison retourne avec ces derniers pour deux autres saisons, étant appelé à représenter le Canada lors des championnats mondiaux junior de 1994 et 1995.
Au cours de la saison 1993-1994, il fait ses débuts au niveau professionnel, alors qu'il dispute deux rencontres avec les Capitals. Il revient pour 12 rencontres supplémentaire en 1994-1995 avant de rejoindre à temps plein le club affilié aux Caps pour la saison 1995-1996, les Pirates de Portland.
Débutant avec Washington la saison suivante, où il croit obtenir un poste permanent avec le grand club, ces derniers l'échangent après 55 rencontres aux Bruins de Boston dans une transaction majeure qui impliqua notamment Bill Ranford, Adam Oates et Rick Tocchet. Allison devient un joueur dominant avec Bruins et dès sa première saison complète avec l'équipe, il obtient un total de 83 points en 81 rencontres et termine à ce chapitre au neuvième rang de la ligue.
Il poursuit sur cette lancée jusqu'en 1999-2000, voyant cette dernière saison être réduite à seulement 37 rencontres alors qu'il subit une blessure à une jambe. Revenant au jeu pour la saison suivante, il obtient une invitation pour représenter les Bruins lors du Match des étoiles de la Ligue nationale de hockey de 2001.
Après ce retour en force où il atteint des sommets en carrière en obtenant 95 points en 82 parties, les Bruins l'envoient aux Kings de Los Angeles. Il joue avec ceux-ci durant une saison et demie avant de subir une blessure à un genou qui le tient à l'écart du jeu durant près de deux ans.
En 2005-2006 il fait un retour au jeu avec les Maple Leafs de Toronto, obtenant 60 points en 66 rencontres. Au terme de cette saison, il décide de se retirer de la compétition.

## Statistiques

### Statistiques en club
| Saison     | Équipe                 | Ligue      |     | Saison régulière | Saison régulière | Saison régulière | Saison régulière | Saison régulière |   | Séries éliminatoires | Séries éliminatoires | Séries éliminatoires | Séries éliminatoires | Séries éliminatoires |
| Saison     | Équipe                 | Ligue      | PJ  | B                | A                | Pts              | Pun              | PJ               | B | A                    | Pts                  | Pun                  |                      |                      |
| 1991-1992  | Knights de London      | LHO        | 65  | 11               | 19               | 30               | 15               | 7                | 0 | 0                    | 0                    | 0                    |                      |                      |
| 1992-1993  | Knights de London      | LHO        | 66  | 42               | 76               | 118              | 50               | 12               | 7 | 13                   | 20                   | 8                    |                      |                      |
| 1993-1994  | Knights de London      | LHO        | 56  | 55               | 87               | 142              | 68               | 5                | 2 | 13                   | 15                   | 13                   |                      |                      |
| 1993-1994  | Pirates de Portland    | LAH        |     |                  |                  |                  |                  | 6                | 2 | 1                    | 3                    | 0                    |                      |                      |
| 1993-1994  | Capitals de Washington | LNH        | 2   | 0                | 1                | 1                | 0                |                  |   |                      |                      |                      |                      |                      |
| 1994-1995  | Knights de London      | LHO        | 15  | 15               | 21               | 36               | 43               |                  |   |                      |                      |                      |                      |                      |
| 1994-1995  | Pirates de Portland    | LAH        | 8   | 5                | 4                | 9                | 2                | 7                | 3 | 8                    | 11                   | 2                    |                      |                      |
| 1994-1995  | Capitals de Washington | LNH        | 12  | 2                | 1                | 3                | 6                |                  |   |                      |                      |                      |                      |                      |
| 1995-1996  | Pirates de Portland    | LAH        | 57  | 28               | 41               | 69               | 42               | 6                | 1 | 6                    | 7                    | 9                    |                      |                      |
| 1995-1996  | Capitals de Washington | LNH        | 19  | 0                | 3                | 3                | 2                |                  |   |                      |                      |                      |                      |                      |
| 1996-1997  | Capitals de Washington | LNH        | 53  | 5                | 17               | 22               | 25               |                  |   |                      |                      |                      |                      |                      |
| 1996-1997  | Bruins de Boston       | LNH        | 19  | 3                | 9                | 12               | 9                |                  |   |                      |                      |                      |                      |                      |
| 1997-1998  | Bruins de Boston       | LNH        | 81  | 33               | 50               | 83               | 60               | 6                | 2 | 6                    | 8                    | 4                    |                      |                      |
| 1998-1999  | Bruins de Boston       | LNH        | 82  | 23               | 53               | 76               | 68               | 12               | 2 | 9                    | 11                   | 6                    |                      |                      |
| 1999-2000  | Bruins de Boston       | LNH        | 37  | 10               | 18               | 28               | 20               |                  |   |                      |                      |                      |                      |                      |
| 2000-2001  | Bruins de Boston       | LNH        | 82  | 36               | 59               | 95               | 85               |                  |   |                      |                      |                      |                      |                      |
| 2001-2002  | Kings de Los Angeles   | LNH        | 73  | 19               | 55               | 74               | 68               | 7                | 3 | 3                    | 6                    | 4                    |                      |                      |
| 2002-2003  | Kings de Los Angeles   | LNH        | 26  | 6                | 22               | 28               | 22               |                  |   |                      |                      |                      |                      |                      |
|            |                        |            |     |                  |                  |                  |                  |                  |   |                      |                      |                      |                      |                      |
| 2005-2006  | Maple Leafs de Toronto | LNH        | 66  | 17               | 43               | 60               | 76               |                  |   |                      |                      |                      |                      |                      |
| Totaux LNH | Totaux LNH             | Totaux LNH | 552 | 154              | 331              | 485              | 441              | 25               | 7 | 18                   | 25                   | 14                   |                      |                      |

### Statistiques en équipe nationale
| Année | Équipe | Compétition                 |   | PJ | B  | A  | Pts | Pun           |  | Résultat |
| 1994  | Canada | Championnat du monde junior | 7 | 3  | 6  | 9  | 2   | Médaille d'or |  |          |
| 1995  | Canada | Championnat du monde junior | 7 | 3  | 12 | 15 | 6   | Médaille d'or |  |          |

## Honneurs et trophées
- Ligue de hockey de l'Ontario
  - Nommé dans la première équipe d'étoiles en 1994.
  - Nommé le joueur par excellence de la ligue en 1994.
  - Vainqueur du trophée Eddie-Powers remis au meilleur pointeur de la ligue en 1994.
- Ligue canadienne de hockey
  - Nommé dans la première équipe d'étoiles en 1994.
  - Nommé le joueur par excellence en 1994.
- Championnat du monde junior
  - Nommé dans l'équipe d'étoiles du tournoi en 1995.
- Ligue nationale de hockey
  - Invité au Match des étoiles en 2001.

## Transactions en carrière
- 1993 : repêché par les Capitals de Washington (1er choix de l'équipe, 17e au total).
- 1er mars 1997 : échangé par les Capitals avec Jim Carey, Anson Carter et le choix de troisième ronde des Caps au repêchage de 1997 (les Bruins sélectionnent avec ce choix Lee Goren) aux Bruins de Boston en retour de Bill Ranford, Adam Oates et Rick Tocchet.
- 24 octobre 2001 : échangé par les Bruins avec Mikko Eloranta aux Kings de Los Angeles en retour de Jozef Stümpel et Glen Murray.
- 5 août 2005 : signe à titre d'agent libre avec les Maple Leafs de Toronto.